# Alberto Chiancone
Alberto Chiancone (Porto Santo Stefano, 26 dicembre 1904 – Napoli, 11 dicembre 1988) è stato un pittore italiano.

## Biografia
Frequentò gli studi artistici presso il Regio istituto d'arte (oggi dedicato a "F.Palizzi") allievo di Lionello Balestrieri. Nello stesso istituto insegnò dal 1932, prima come professore incaricato e poi come titolare della cattedra di decorazione pittorica, dal 1942 al 1976.  Nel 1928 fu tra i fondatori del gruppo degli "Ostinati".
Espose sin dagli anni venti, partecipando a numerose rassegne d'arte in Italia: le Sindacali della Campania, (dal 1929 al 1942), le Biennali di Venezia (dal 1934 al 1948, con parete personale nelle edizioni del 1936 e del 1940); le Quadriennali di Roma (dalla prima all'ottava edizione), e all'estero (Barcellona nel 1929 e a Parigi nel 1937), vince il premio Sanremo nel 1937 e partecipa al secondo premio Bergamo (1940), alla XVI mostra nazionale premio del Fiorino a Firenze (1965), alla biennale "Città di Milano" (1965), al premio Posillipo, a Napoli Arte 80 e all'Expo Arte di Bari.
Nel 1952 vinse il premio Michetti ex aequo con Pompeo Borra e nel 1965 vinse nella categoria disegno il premio KO-i-NOR.
Ha eseguito lavori decorativi alla Stazione Marittima (1939), alla Mostra d'Oltremare (1939-1940) e al Teatrino di Corte del Palazzo reale a Napoli (1951) .